# Parque nacional de Kislovodsk
Parque nacional de Kislovodsk (en ruso: Кисловодский национальный парк) es un parque urbano ruso que se extiende desde el centro de la ciudad de Kislovodsk hasta las laderas de la Dzhinal Ridge adyacente. Se encuentra en las estribaciones al norte de las montañas del Cáucaso (la región del Cáucaso del Norte) en el Krai de Stávropol. Kislovodsk es una ciudad turística (con 300 días de sol al año), el parque cuenta con manantiales minerales, rutas de senderismo y un teleférico hasta la cima de la cordillera.
Es el parque urbano más grande de Europa y se creó oficialmente el 7 de junio de 2016.

## Topografía

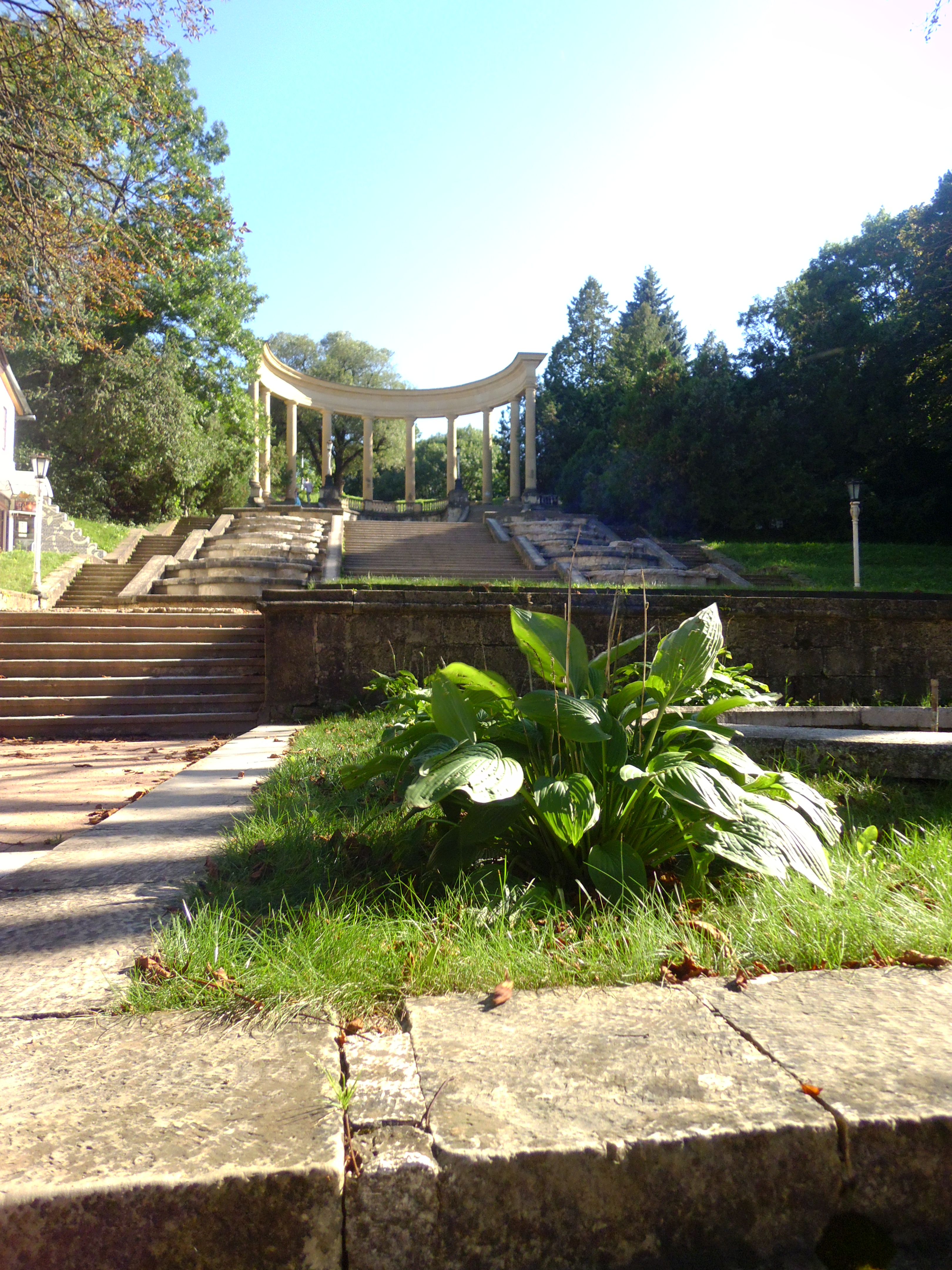
Escaleras en caracol

El parque se extiende 5 kilómetros desde el centro de la ciudad hacia el sureste, subiendo las laderas de la cordillera Dzhinal (1541 metros). En la elevación inferior se encuentra el «claro Pervomayskaya», un gran espacio público capaz de albergar a más de 100.000 personas para eventos. El río Olkhovka fluye a lo largo del borde sur, y las colinas circundantes incluyen Pine Hill y las estribaciones de la cordillera Dzhinal con los picos Bolshoye y Maloye Saddle. El monte Elbrús y la cresta principal de las montañas del Cáucaso son visibles a lo lejos desde las plataformas de observación en los picos altos.
La ciudad de Kislovodsk se fundó en 1803 como un fuerte militar para proteger a los visitantes de los manantiales medicinales, y el parque en sí se inició en 1827 cuando los soldados plantaron un paseo de tilos. El parque urbano fue elevado a la categoría de parque nacional en 2016, con los objetivos de preservar el entorno natural, los sitios históricos y culturales, brindar educación ambiental y regular el turismo y la recreación.

## Clima y ecorregión
El Parque de Kislovodsk está situado en el extremo sur de la ecorregión de la estepa póntica, limita con la ecorregión del bosque mixto del Cáucaso en las elevaciones más altas inmediatamente al sur. Al estar ubicado en una zona de transición con clima moderado, el parque alberga una gran variedad de plantas y animales.
El clima del parque es clima subártico, sin estación seca (clasificación climática de Köppen (Dfb)). Este clima se caracteriza por veranos suaves e inviernos fríos y nevados.

## Flora y fauna
Hay muchos jardines en el parque, particularmente en las partes bajas cerca de la ciudad, pero hay más bosques naturales en las elevaciones más altas. Se han recolectado más de 250 especies de árboles y arbustos, incluidos pinos, hayas, carpes, fresnos, arces, alisos, alerces y abetos.

## Uso público

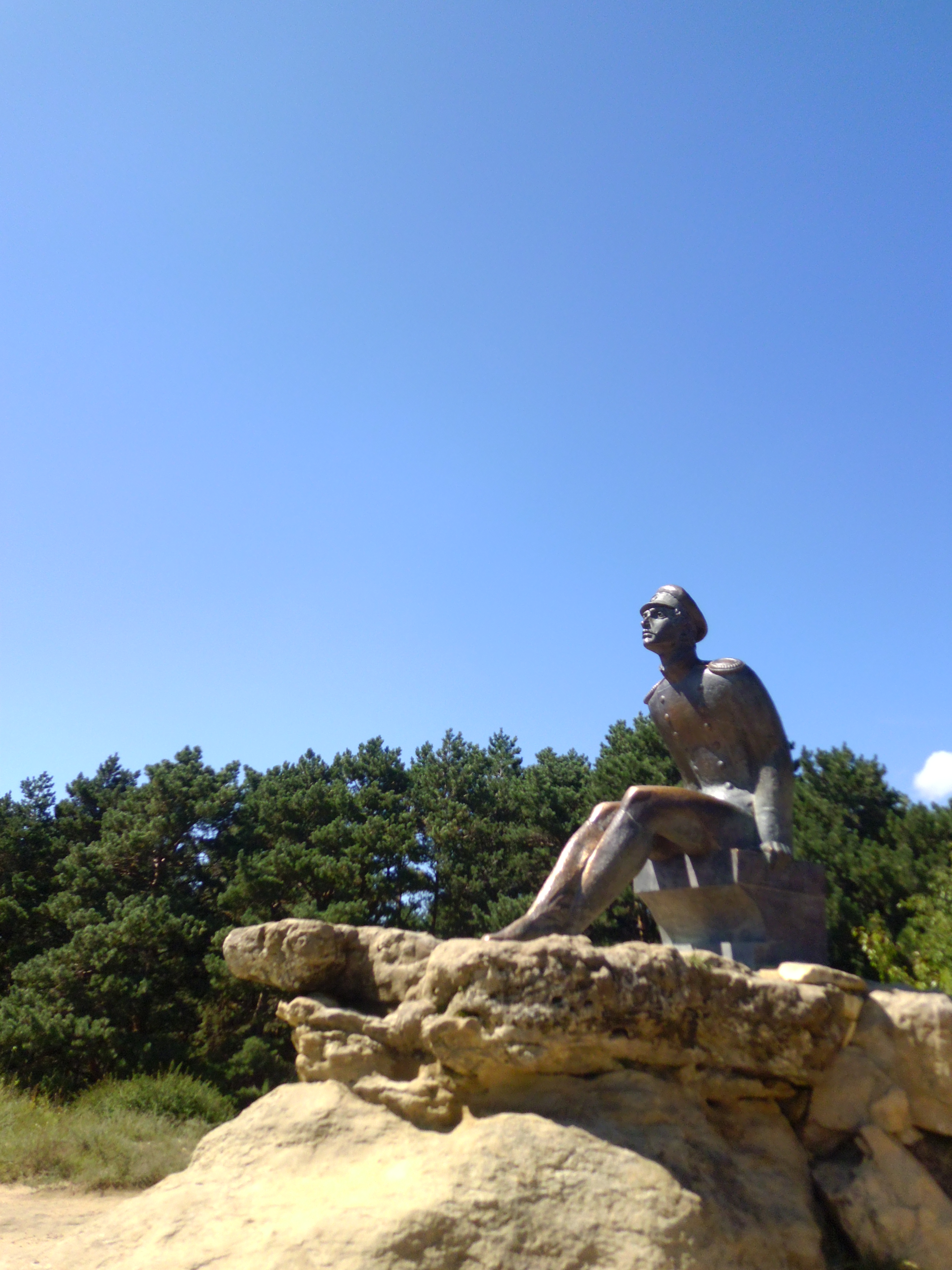
Monumento al escritor y poeta romántico ruso Mijaíl Lérmontov

Como parque urbano, el énfasis está en los amplios espacios públicos (paseos, glorietas, jardines), largos senderos para caminar y plataformas de observación panorámicas en las cimas de las colinas. El parque inferior, en la ciudad, cuenta con un centro de visitantes con exhibiciones de museo y naturaleza, y una «galería de bebidas» donde los visitantes pueden probar tres tipos diferentes de aguas minerales. El parque central cuenta con instalaciones para hacer ejercicio, senderos para caminatas y jardines conmemorativos. El parque superior cuenta con un teleférico y rutas de senderismo a varias plataformas de observación en la cima de la colina. Hay cafeterías y restaurantes en el parque y hoteles en los alrededores.